# Germán Alejo Apaza
Germán Alejo Apaza (Cojata, Huancané, Perú), es comunicador social y político peruano. Fue gobernador regional de Puno para completar el periodo 2019-2022.

## Biografía
Tuvo una larga carrera radial donde se destacó por ser un gran entrevistador. Posteriormente pasó a dirigir el diario Los Andes, uno de los medios de comunicación con más larga tradición en la región de Puno. El 12 de octubre, mediante la Resolución Nº 0861-2021-JNE, el Jurado Nacional de Elecciones le dio las credenciales para que, de modo definitivo asuma el cargo del vicegobernador, con lo cual se allanó el camino para que asuma como gobernador.

## Carrera política

### Consejero Regional Huancané
Su primera aventura electoral lo llevó a ser consejero regional por la provincia de Huancané.

### Gobernador Regional Puno
En noviembre del 2021, el consejo regional votó de forma unánime a favor de que German Alejo sea el nuevo gobernador regional de Puno. Su antecesor, Agustín Luque, fue detenido  por presuntamente dirigir una organización criminal. Luque, a su vez, había reemplazado a Walter Aduviri en el cargo en el 2020, debido a una sentencia por el caso "Aymarazo".